# أيدان كوين
أيدان كوين (بالإنجليزية: Aidan Quinn) مواليد 8 مارس 1959 في شيكاغو، هو ممثل أيرلندي بدأ مسيرته الفنية عام 1984.

## الأعمال
- أساطير الخريف
- جونا هيكس
- غير معروف
- خطاب جيتيسبيرغ
- كلهم أبنائي
- القانون والنظام: الوحدة الخاصة للضحايا
- ويدز
- الإبتدائية
- شهرزاد
- هاملت
- طرفة عين

## وصلات خارجية
- أيدان كوين على موقع IMDb (الإنجليزية)
- أيدان كوين على موقع قاعدة بيانات الأفلام العربية
- أيدان كوين على موقع ألو سيني (الفرنسية)
- أيدان كوين على موقع أول موفي (الإنجليزية)
- أيدان كوين على موقع قاعدة بيانات برودواي على الإنترنت (الإنجليزية)
- أيدان كوين على موقع قاعدة بيانات الأفلام السويدية (السويدية)
- أيدان كوين على موقع إن إن دي بي (الإنجليزية)
- أيدان كوين على موقع قاعدة بيانات الفيلم (الإنجليزية)
- أيدان كوين على موقع كينوبويسك (الروسية)